# Ro (Emilia-Romagna)
Ro ist eine Fraktion der italienischen Gemeinde (comune) Riva del Po in der Provinz Ferrara in der Emilia-Romagna. Die Ortschaft besitzt mit ihren angestammten Ortsteilen Alberone, Guarda Ferrarese, Ruina und Zocca eine Ausdehnung von etwa 5 Kilometern von Nord nach Südwest.

## Geographische Lage

Das Wappen der ehemaligen Gemeinde

Der Ort liegt parallel südlich zum Unterlauf des Po, der hier die Grenze von der Emilia-Romagna zum nördlich angrenzenden Venetien bildet. Die Ortschaft Ro ist auf einer Höhe von 5 m über dem Meeresspiegel gelegen. In einer Entfernung von etwa 20 Kilometern befindet sich in südwestlicher Richtung die Provinzhauptstadt Ferrara.

## Geschichte
Ro war bis 2018 eine eigenständige Gemeinde. Am 1. Januar 2019 schloss sich Ro und Berra zur neuen Gemeinde Riva del Po zusammen. Die Gemeinde hatte am 31. Dezember 2017 3211 Einwohner auf einer Fläche von 43 km². Nachbargemeinden waren Berra, Canaro (RO), Copparo, Crespino, Ferrara, Guarda Veneta (RO) und Polesella (RO).

## Religion
Wie überwiegend in Italien gehören die Kirchen zur römisch-katholischen Glaubensgemeinschaft.

### Kirchen im Gemeindegebiet
in alphabetischer Reihenfolge:
- Chiesa dell’Assunzione della Beata Maria Vergine nella frazione di Guarda Ferrarese aus dem 12. Jahrhundert
- Chiesa dell’Assunzione di Maria Santissima nella frazione di Zocca aus dem 20. Jahrhundert
- Chiesa di San Giacomo Maggiore aus dem 18. Jahrhundert (Vorgängerkirche bereits 1547 erwähnt)
- Chiesa di San Martino Vescovo nella frazione di Ruina, aus dem 18. Jahrhundert

### Galerie Kirchenbilder

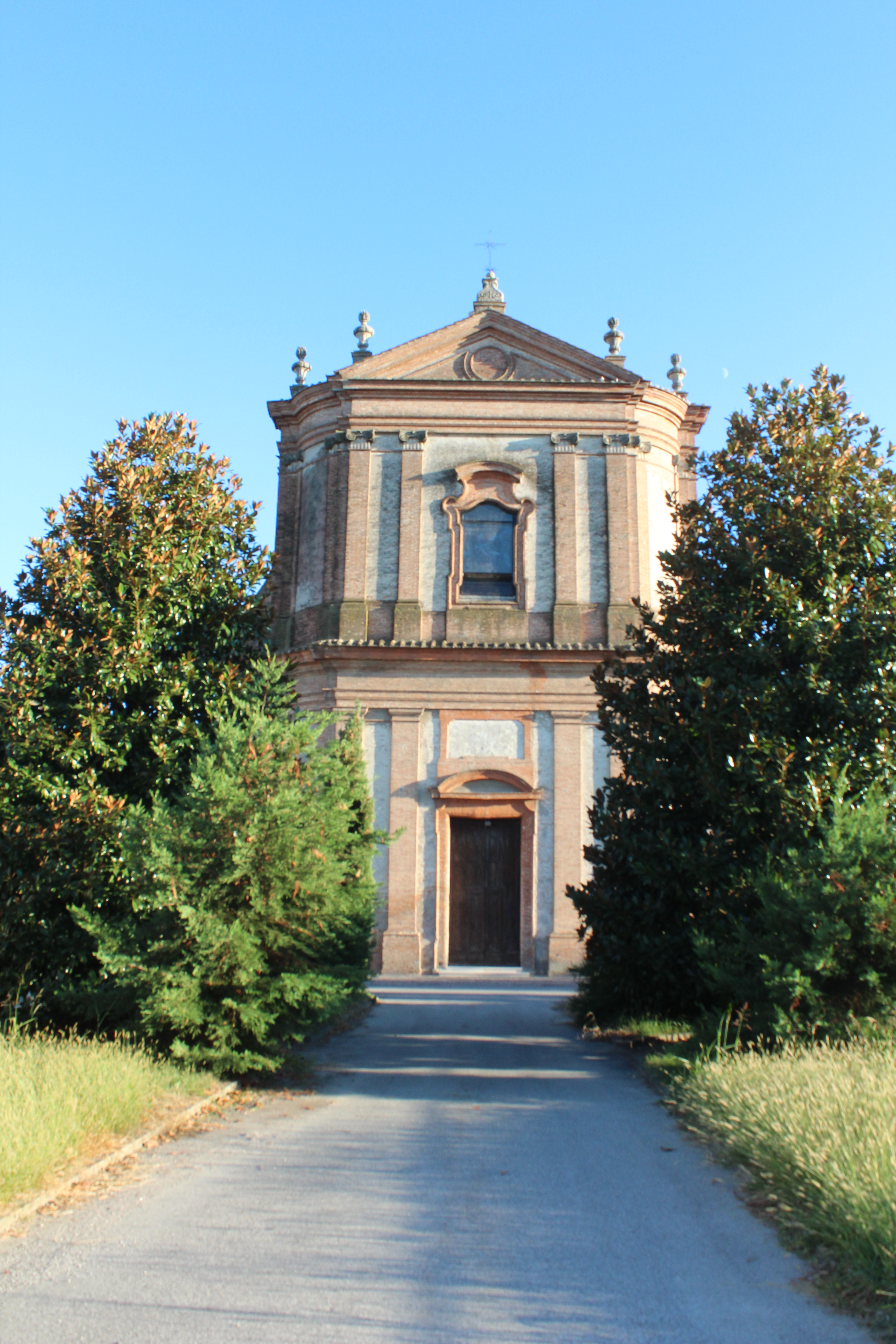
Kirche Assunzione Maria Santissima Guarda Ferrarese
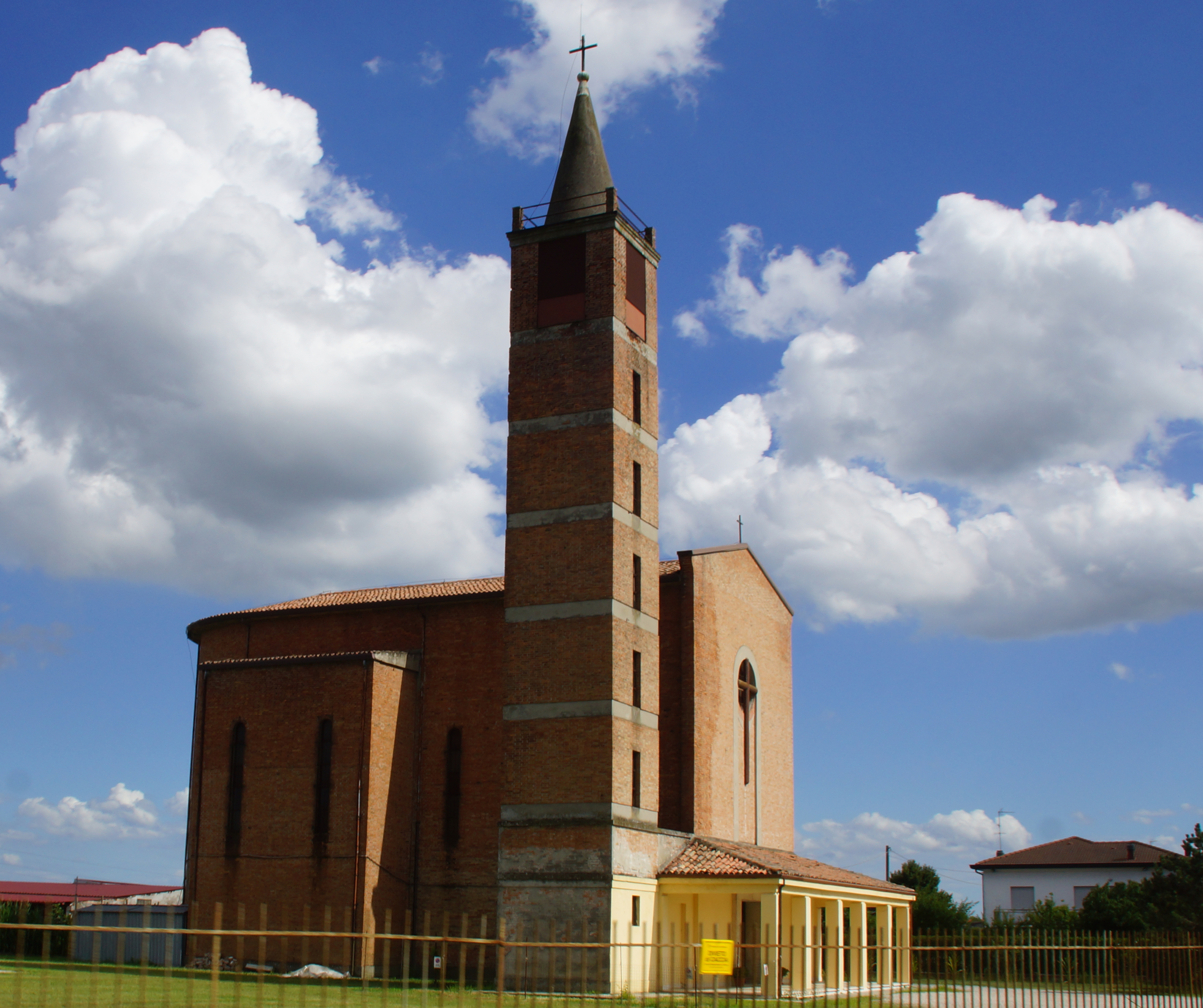
Kirche Assunzione Maria Santissima im Ortsteil Zocca di Ro
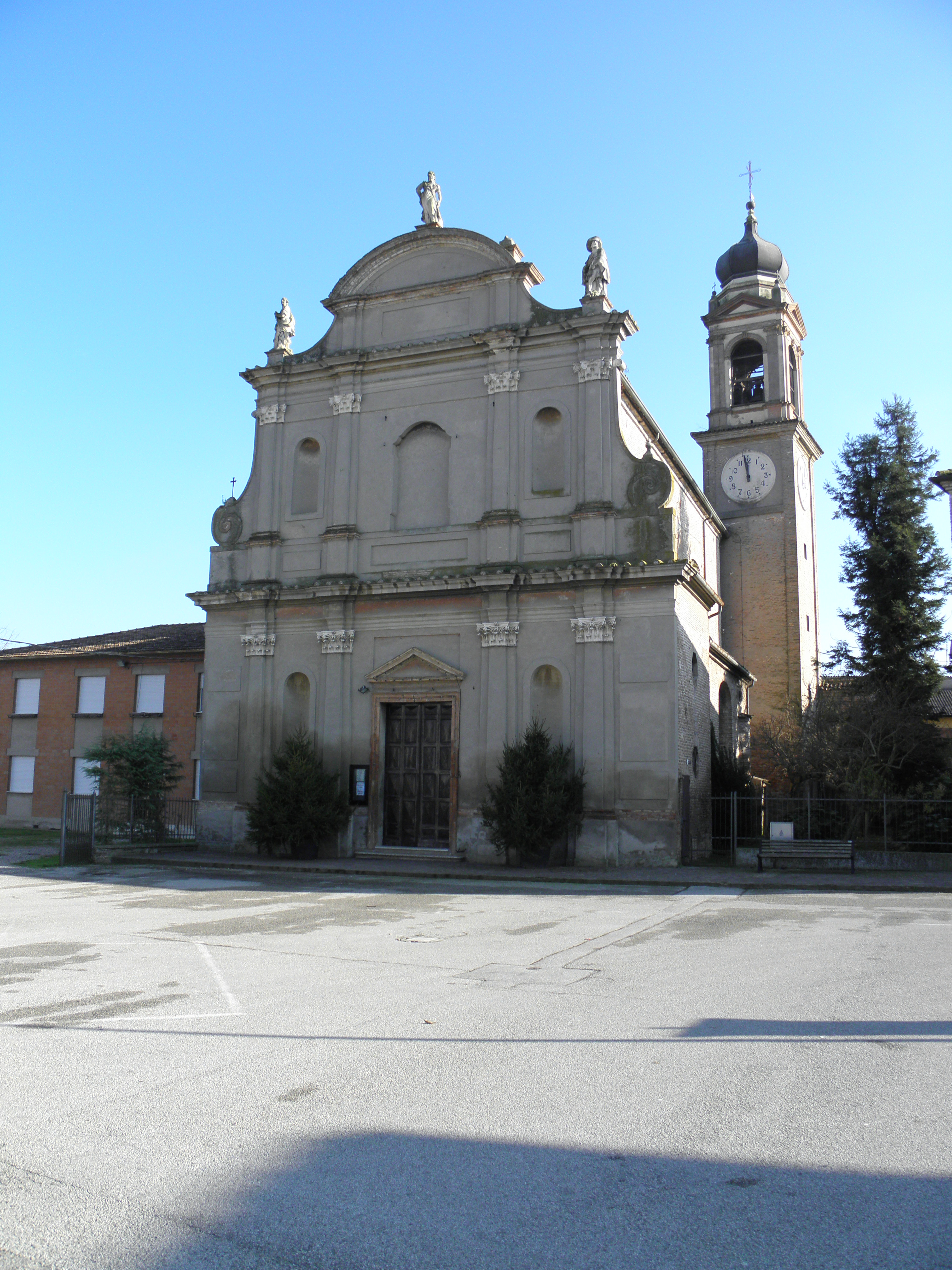
Kirche San Giacomo Maggiore
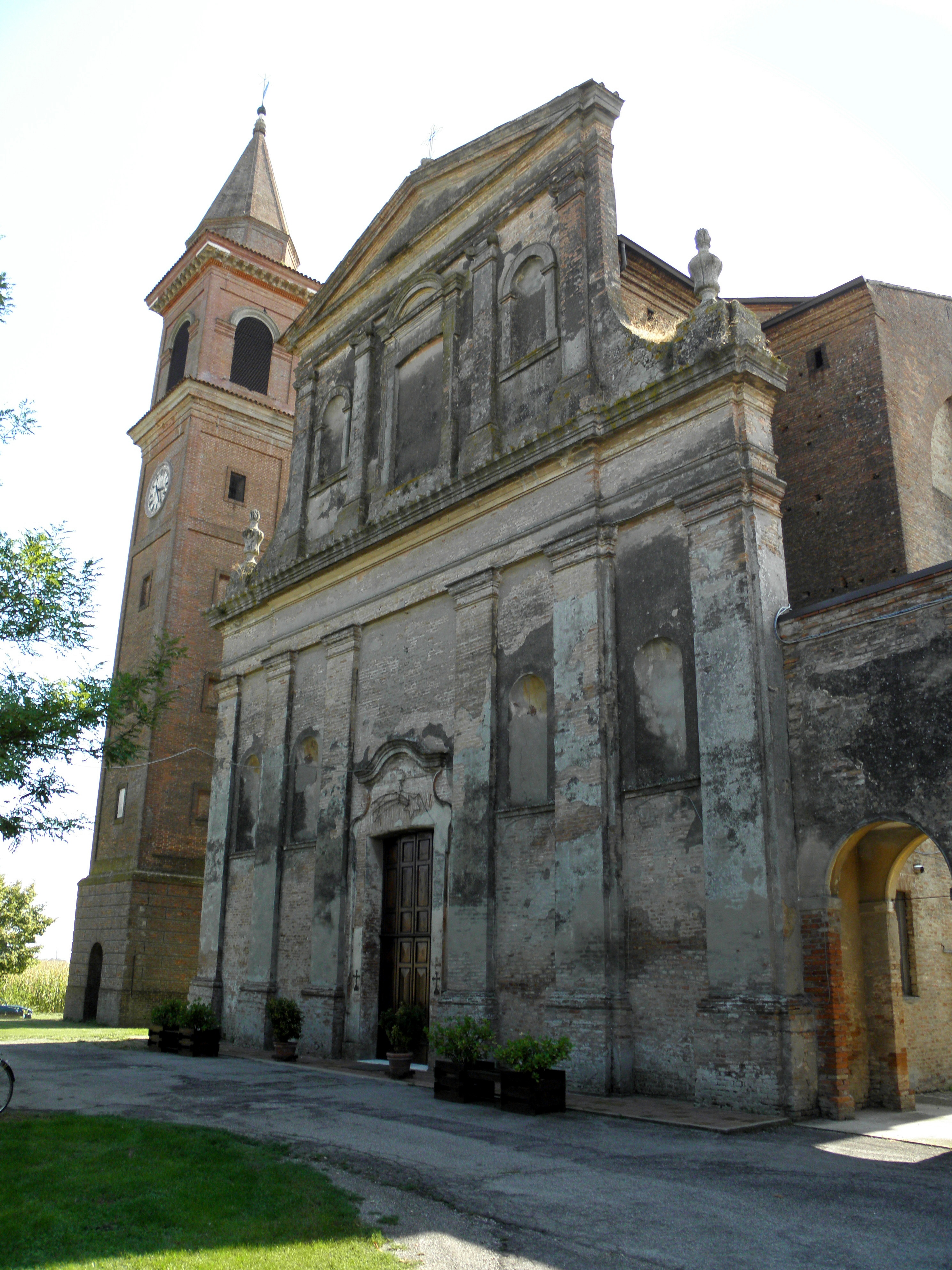
Kirche San Martino Vescovo

## Sehenswürdigkeiten
- Kathedrale in der Altstadt Ferrara (20 km entfernt)
- Renaissancebauwerke in Ferrara
- Parco del Delta del Po (30 km entfernt)

## Kurios
Mit drei anderen Gemeinden gehörte Ro zu den italienischen Gemeinden mit den kürzesten, nur aus zwei Buchstaben bestehenden Namen. Die anderen Gemeinden sind Ne (Ligurien), Re (Piemont), und Vo (Venetien).